# Aguada (Santander)
Aguada  es un municipio colombiano del departamento de Santander ubicado en la Provincia de Vélez. Es conocido como «El lindo mirador turístico de Santander».
Por su localización, topografía y el desarrollo socioeconómico y físico, hace parte del contexto subregional conformado por los municipios de La Paz, San Benito, Güepsa, Barbosa, Vélez, Chipatá, Suaita, Guacamayo, Guadalupe y Contratación del Departamento de Santander.

## Historia

### Época precolombina
En la época precolombina, el territorio del actual municipio de Aguada estuvo poblado por los indígenas yariguíes, quienes se habían asentado en la región comprendida entre los ríos Sogamoso y Opón hasta las márgenes del Magdalena. Los yariguíes se dividían a su vez en muchas tribus que poblaban toda la provincia de Vélez y que mantenían constantes guerras y hostilidades entre sí. Hacían uso de flechas y macanas envenenadas como armas de guerra. Vivían en chozas con techos de paja y practicaban el trueque con el pueblo guane para adquirir sal, de la que carecían por completo.

### Conquista española
A finales de 1536, durante su paso por las selvas del Opón, la expedición comandada por don Gonzalo Jiménez de Quesada avanzó por Charalá hasta Guane, dominando a su paso a los caciques Guanentá, Bucaregua y Cacher, volviendo luego hacia Vélez por Sicotá (o Simacota), Cotisco, Caraota, Valles de Sancoteo y Usamata (Chima, Contratación, Valle y mesetas de El Olvido, San Joaquín y San Martín, hoy veredas de La Aguada).
En este territorio existieron dos grandes Caciques. En la primera semana del mes de diciembre de 1536 los expedicionarios españoles, habiendo cruzado el valle del Alférez real, llegaron a una colina llamada Alto de la Cruz, donde el padre Fray Domingo de las Casas O.P. señaló con una cruz de madera el lugar, desde donde vieron un caserío indígena llamado Guadata A (que traduce Estrella del Oriente, ya que la tribu adoraba al sol). Los españoles bajaron al caserío Guadata A, donde habitaba el cacique Gran Roel e incendiaron sus chozas; al cerciorarse de esto, el cacique se refugió con su familia en una cueva llamada hoy la cueva del Gran Roel.
El nombre de la quebrada del Alférez Real se debe a que cuando los españoles llegaron al Valle y encontraron en este sitio una tribu dirigida por el Cacique Gran Cuchis, (hoy sector de la vereda San Antonio), el cual tenía una hija, el alférez Antón de Olalla, miembro de la expedición española, quedó totalmente admirado de la belleza de la princesa. 
La princesa buscó la forma de comunicarse con el alférez, para que se bañaran en el río, el cual era muy caudaloso; ya que era una tradición purificarse antes de realizar el acto sexual. Una vez logrado este propósito, lo invitó a la quebrada para purificarse y para vengarse de lo que habían hecho a su tribu, le dio un abrazo fraternal y se lanzó a la quebrada, donde murieron el Alférez y la princesa indígena. A raíz de este acontecimiento el Cacique Gran Cuchis huyó con gran parte de su familia a una cueva denominada hoy La Catedral, donde se refugiaron hasta morir de hambre.

### Nuevo Reino de Granada
En tiempos del Nuevo Reino de Granada, hacia el año 1610, los indios yariguíes aún mantenían hostilidades y feroces ataques contra los españoles y mestizos. Continuamente salían al río Magdalena, donde atacaban las embarcaciones que iban o venían de Honda a Cartagena. Otras veces atacaban las haciendas y los resguardos de los indios guanes y muiscas. La villa más afectada era Vélez, que recibía numerosos ataques de los yariguíes, con el resultado de muchas muertes de indios, mestizos y españoles. Junto con los indios carares, los yariguíes bloquearon durante mucho tiempo las vías de acceso del Occidente de la provincia de Vélez con la capital del Nuevo Reino.
Los yariguíes también atacaban embarcaciones en el trayecto comprendido entre la desembocadura del río Carare hasta Simití, hacían  asaltos en las zonas de Guane y Simacota, y por el sur se acercaban a veces hasta las goteras de Chipatá y Guavatá. Aunque en algunas ocasiones los españoles intentaron establecer a los yariguíes en pueblos que les construyeron para su poblamiento, éstos abandonaban los pueblos y se retiraban a las cuevas que tiene la Singla, de altas y dificultosas subidas, para hacer frente desde allí a los caminantes y mercaderes.
Poco a poco, el territorio al que luego se conoció como La Aguada fue sede de estancias entregadas por merced a vecinos de la ciudad de Vélez. Entre los primeros hacendados registrados figuran los nombres de don Francisco Domínguez de Ariza y de don Pablo Fernández de Ugarte, que en el siglo XVII estuvieron ligados a estancias localizadas en los sitios de Guancurí, La Aguada, Loreto, El Olvido y Valle del Alférez Real (Antón de Olalla). En las primeras décadas del siglo XVII, el capitán Miguel Agudelo poseyó algunas estancias que legó a sus hijos por el vecindario veleño en la jurisdicción de las quebradas de Martín Ropero y del Alférez Real.

### Virreinato de Nueva Granada
Durante el siglo XVIII se asentaron cada vez más familias en la zona, con el apoyo del cura doctrinero de San Benito, que era el centro de la evangelización de la comarca. Los pobladores construyeron una capilla bajo la advocación de Nuestra Señora de Loreto en el sitio donde hoy se asienta el pueblo. El arzobispo Jiménez de Azúa desagregó en 1749 doscientos feligreses de Vélez, habitantes de los sitios de Loreto y El Olvido, para elevar la capilla a la categoría de parroquia independiente, intención que se realizaría en 1753, aunque su existencia fue efímera porque el feligresado fue pronto agregado a la parroquia de San Benito Abad.

#### Gestiones para el traslado de San Benito a la Aguada
La calidad de sitio de Las Aguadas, que es el nombre con que en Santander se designa a los manantiales de agua, hizo que un párroco de San Benito, el padre Manuel Nicolás Roel y Velasco, se propusiera desde 1766 el traslado de su sede parroquial a este sitio de su feligresado, quizás porque allí era donde se estaban concentrando mayoritariamente por algún proyecto colonizador de las selvas de Opón. Se sabe que de inmediato puso manos a la obra, trazando las cuadras de la nueva sede parroquial e iniciando la edificación de su nueva iglesia, mientras su hermano Ignacio averiguaba el procedimiento para legalizar ante el Arzobispado de Santa Fe el traslado. Este obtuvo del provisor general el 9 de enero de 1766 la licencia para que el padre Roel pudiese bendecir la capilla que había empezado a construir en Aguada. Este proceso sólo se inició el 17 de julio de 1774, cuando un grupo de 52 feligreses de San Benito Abad otorgó un poder al señor Bernardo de Acuña para que los representase ante el provisor del Arzobispo y solicitara la licencia para edificar la nueva iglesia en el sitio de La Aguada, que estaba en la mitad de la feligresía de San Benito, trasladando a La Aguada la sede parroquial. Los ocho hijos de don Luis Quiroga fueron los donantes del terreno donde se realizó en nuevo trazado parroquial en cuadras a beneficio de la Virgen de la Piedra, patrona de la parroquia de San Benito.
El apoderado Bernardo de Acuña, vecino de Vélez y feligrés de la parroquia de San Benito, solicitó al alcalde partidario Martínez Moreno que recibiese las declaraciones de los testigos que presentaría ante él para probar que: a) El asiento de la parroquia de San Benito tenía muchas incomodidades: carencias de agua, escasez de mantenimientos y de tierras para edificar las casas, así como de maderas inadecuadas. Además de ello, la iglesia parroquial presentaba estado de ruina. b) Por el contrario, el sitio de la Aguada, «en donde antiguamente había una capilla» atendida por el cura que había administrado la parroquia extinguida de Loreto, tenía «una situación muy amena y apacible temperamento, sano y aparente para la conservación de la salud, y de las comodidades que ofrece para el establecimiento y aumento de un lugar, como son las aguadas permanentes, y a la mano muchas y buenas maderas, tierra muy fértil, fructífera y abundante».
En ese momento se contaron 326 familias vecinas de la parroquia de San Benito, trasladada al sitio de la Aguada, de las cuales sólo 80 estaban asentadas en la margen derecha de la quebrada Ropero, contiguas al sitio de San Benito, mientras que el resto tenía sus tierras de labor del lado contrario, es decir, hacia el territorio cercano al sitio de Las Aguadas. Las trece cuadras de tierra para el trazo urbano que se hizo en el sitio de La Aguada fueron donadas el 20 de agosto de 1774 por los siete hermanos Juan Paulino, Victorino, Antonia, Miguel, Agustina, Pedro Juan y Matias Quiroga, herederos de las ocho y media estancias de monte y dos de pan y ganado mayor que había poseído su padre Luis Quiroga en el sitio.

#### Aprobación arquidiocesana
El tamaño de esta donación fue de 1300 varas cuadradas. Recibidas las informaciones de testigos, el propio cura Roel y Velasco representó el 28 de septiembre de 1774, ante el provisor general del Arzobispado, su deseo de obtener la licencia eclesiástica para “trasplantar” su sede parroquial de San Benito Abad al otro lado de la quebrada El Ropero, en las cuadras del sitios de Las Aguadas donadas por los hermanos Quirogas; el 7 de octubre siguiente se dio concepto favorable en la curia Arquidiocesana y se remitió la petición de licencia del traslado político al virrey Manuel de Guirior, quien por su función de vicepatrono real de la Iglesia neogranadina tenía que confirmar la autorización arquidiocesana.

#### Gestión ante la Real Audiencia
En la Real Audiencia de Santa Fe se dio el visto bueno al traslado, pero como el fiscal solicitó un informe del Cabildo de Vélez sobre el tema para prevenir resistencias de algunas partes del vecindario, el virrey dictó un decreto el 24 de octubre siguiente encargando esa diligencia. 
Recibida la orden en el cabildo veleño, se comisionó a don Nicolás Ignacio Calvo, regidor depositario general, para que fuese a inspeccionar el sitio de San Benito e informarse sobre la conveniencia del traslado parroquial de San Benito Abad. Este realizó la diligencia, encontrando 19 casas edificadas junto a la plaza de La Aguada y 30 familias asentadas a corta distancia de ella, amén de unas 200 más en el territorio de La Aguada. Vio que las principales haciendas pertenecían a don Alejo Negrón, don Joaquín Camacho y don Manuel Gabino de Angulo, en las cuales estaban asentadas unas 30 familias que podrían ser reasentadas cerca de la plaza de La Aguada. Con este informe, el cabildo veleño envió el 19 de abril de 1775 al virrey su concepto aprobatorio. El fiscal de la Real Audiencia volvió a considerar la petición del feligresado de San Benito el 19 de mayo de 1775 y viendo que era unánime, recomendó al virrey la aprobación del traslado. 

#### Aprobación del virrey Manuel de Guirior

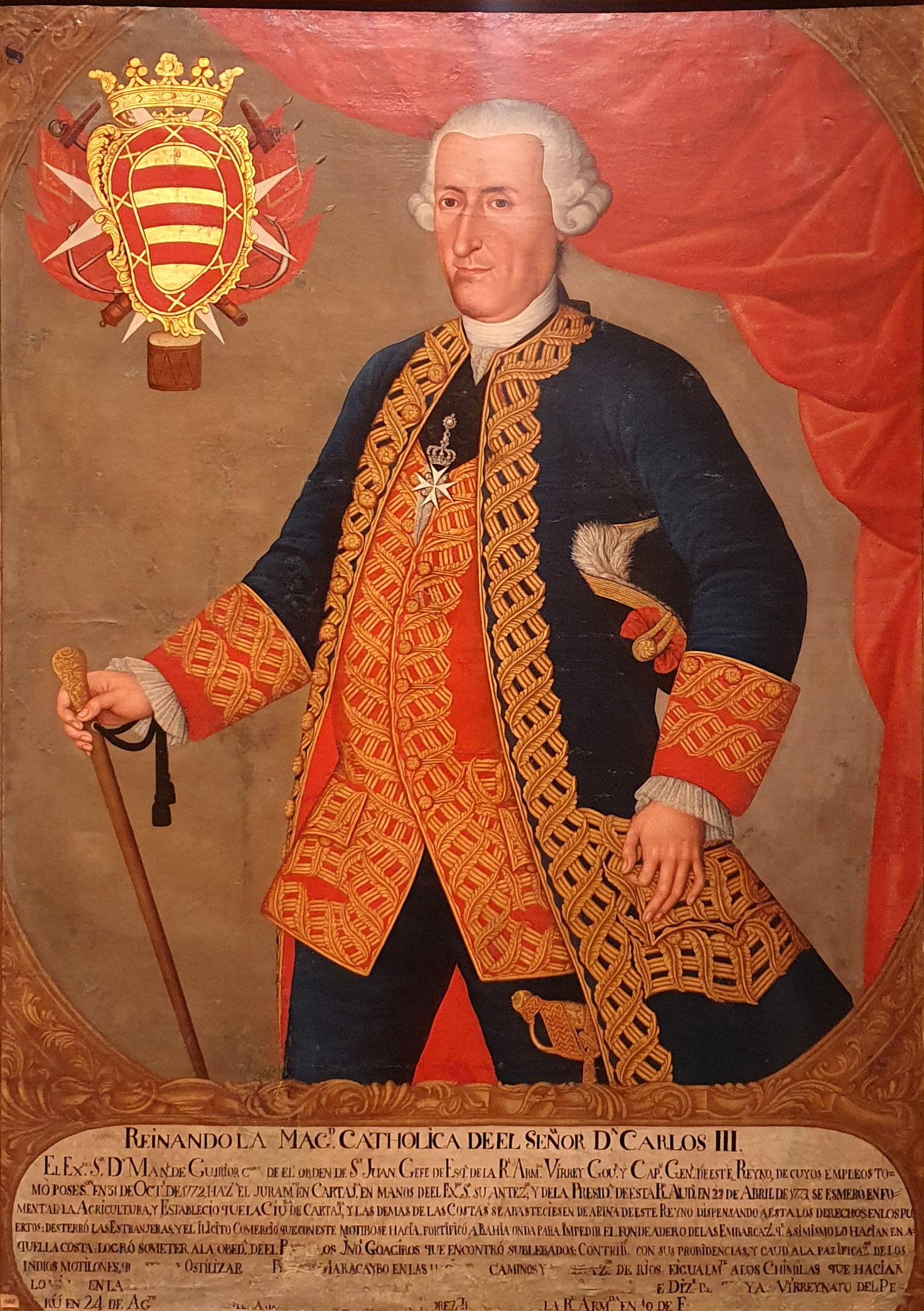
El virrey Manuel de Guirior autorizó el traslado de la población de San Benito a la Aguada el 1 de junio de 1775. La real provisión llegó al pueblo el 7 de junio, fecha que se conmemora como la de la fundación del municipio.

El primero de junio de 1775 el virrey Guirior dictó un decreto, amparado en las regalías que le concedió el Real Patronato, autorizando el traslado de la sede parroquial de San Benito al sitio de La Aguada, con la condición de que el feligresado construyese iglesia, casa cural, cárcel y escuela de niños. La real provisión dirigida al vecindario se despachó el 7 de junio de 1775.
El traslado de la sede parroquial de San Benito se produjo el 1 de junio de 1775 por auto del Virrey Manuel Guirior, quien amparado en las regalías que le concedía el Real Patronato autorizó al padre Roel para hacerlo el sitio de Aguada, con la condición de que el feligresado construyese iglesia, casa cural, cárcel y escuela de niños. La real provisión dirigida al vecindario se despachó el 7 de junio de 1775. La licencia dada por la Curia Arquidiocesana para bendecir la iglesia de Aguada, que para entonces ya estaba bastante adelantada, le fue despachada al padre Roel el 9 de enero de 1776.
Como fecha de fundación se toma el 7 de junio de 1775 y se ha declarado día cívico por decreto de la alcaldía municipal.
La licencia dada por la curia arquidiocesana para bendecir la iglesia de La Aguada, que para entonces ya estaba bastante adelantada, le fue despachada al padre Roel el 9 de enero de 1776. El traslado de la sede parroquial de San Benito Abad al sitio de La Aguada no significó la destrucción de la iglesia de San Benito, porque el feligresado de la margen derecha de la quebrada el Ropero se resistió a la demolición que intentó el cura Real, argumentando que en tiempos de lluvias era necesaria por la dificultad afrontada para ir a misa hasta La Aguada. Para ellos, el padre Roel era el párroco de San Benito y La Aguada, con la cual mantuvieron viva la tradición de iglesia en San Benito, fundamento de la futura recreación de San Benito como sede parroquial. 
La edificación de la iglesia La Aguada sólo pudo terminarse a comienzos del año de 1780, obligando al padre Roel a solicitar la renovación de la licencia para bendecirla. Ésta le fue concedida por el provisor del Arzobispado el 14 de febrero de 1780, siendo su nueva patrona la Virgen del Rosario de Chiquinquirá; el otro patrón escogido por los vecinos de la población fue San Isidro Labrador.

## Geografía
- Latitud: 6°15′ N
- Longitud: 73°28′ O
- Extensión total: 75.7548 km²
- Altitud de la cabecera municipal (metros sobre el nivel del mar): 1700
- Temperatura media: 19 °C

### Límites
- Norte: Municipio de El Guacamayo.
- Sur: Municipio de San Benito.
- Oriente: Municipio de Suaita.
- Occidente: Municipio de La Paz.

## Demografía
La población total del municipio (según censo del DANE de 1993 Ajustado), es de 2.582 habitantes, distribuidos en un 90% equivalente a 2.336 habitantes en la zona rural y el 10% restante 246 habitantes, en la cabecera municipal.
Durante el periodo comprendido entre 1938 y 1964, la población de Aguada decreció en razón a que los corregimientos de la Laguna Santa Rita y la Vereda de Yarigüies fueron separados del municipio para conformar el municipio de Guacamayo, igualmente ocurre con los datos estadísticos censales entre 1973 y 1985 donde la población desciende posiblemente por causas externas (migración, medios de comunicación y violencia).
A partir de 1993 al año 2005 la proyección teórica de crecimiento en promedio es del 2,29% anual, dado el incremento al ajuste poblacional en 1994-1995 (15%); sin embargo a partir de 1996 al año 2005 la proyección de crecimiento anual oscila entre 1,1% a 1,4%. 

## Lugares de interés
Aguada, conocido como "El lindo mirador turístico de Santander", tiene varios lugares para visitar, entre los que se encuentran los siguientes: 
- Laberintos del Chocho
- Mirador Turístico La Peña
- Cueva La Catedral
- Mirador Alto de La Cruz
- La loma del burro
- Iglesia parroquial